# 运漕镇
运漕镇，是中华人民共和国安徽省马鞍山市含山县下辖的一个乡镇级行政单位。

## 行政区划
运漕镇下辖以下地区：
漕川社区、新海村、前进村、庙赵村、潘桥村、三台村、黄墩村、新港村和新丰村。